# Pitsane Siding
Pitsane Siding é uma vila localizada no Distrito do Sul em Botswana. Possuía, em 2011, uma população estimada de 3 654 habitantes.